# جمال العدل
جمال العدل منتج سينمائي وتليفزيوني، ولد في 28 يوليو 1950 م ، تشمل مسيرته الإنتاجية المساهمة في تأسيس شركة العدل فيلم عام 1983، ثم العدل جروب مالتيميديا عام 1997، أنتج أكثر من 60 عمل تلفزيوني وسينمائي، منها أفلام غيَّرت مسار صناعة السينما المصرية، مثل صعيدي في الجامعة الأمريكية الذي استطاع جمال من خلاله توظيف مجموعة من المواهب الشابة في عمل كوميدي حقق أعلى إيرادات في تاريخ السينما المصرية، وكان هذا الفيلم نقطة تحول غيرت تماماً صناعة السينما بأكملها في مصر. بعد النجاح الكبير الذي حققه الفيلم، شارك جمال العدل في إنتاج العديد من الأفلام، منها: همام في أمستردام، شورت وفانلة وكاب، أصحاب ولا بيزنس وفيلم ثقافي التي حققت نجاحاً بشباك الإيرادات المصري، وكذلك مافيا الذي قدم للسينما المصرية تكنيكات سينمائية غير معتادة في أفلام الأكشن، ثم أحلى الأوقات الذي حقق نجاحاً نقدياً بفريق عمل نسائي في معظمه.
من خلال العدل جروب دخل جمال العدل صناعة الدراما التلفزيونية في 2001 بمسلسل حديث الصباح والمساء الذي يعتبر أحد أكثر المسلسلات تأثيراً في صناعة الدراما المصرية، حيث تميز بضخامة الإنتاج وضم أكثر من 60 ممثلاً بأدوار رئيسية عبر قصة مأخوذة عن رواية للأديب نجيب محفوظ الحاصل على جائزة نوبل، تدور عبر قرنين من تاريخ المجتمع المصري. أيضاً أنتج جمال العديد من المسلسلات القوية الناجحة مثل ملك روحي، خاص جداً، محمود المصري، رياوسكينة، العندليب.. حكاية شعب، قضية رأي عام، قصة حب، سيدنا السيد، الداعية، سجن النسا،حارة اليهود، تحت السيطرة  وفوق مستوى الشبهات، وفي شهر رمضان 2017 مسلسلي لأعلى سعر والحساب يجمع، إضافة للمسلسل الأضخم إنتاجاً واحة الغروب المأخوذ عن رواية الأديب الكبير بهاء طاهر.

## وصلات خارجية
- جمال العدل على موقع IMDb (الإنجليزية)
- جمال العدل على موقع الدهليز
- جمال العدل على موقع قاعدة بيانات الأفلام العربية